# Coinbase
Coinbase je kryptoměnová burza a směnárna se sídlem v San Franciscu v Kalifornii. Zprostředkovává bitcoinové transakce a směnu BTC, BCH, ETH, XRP, ETC, LTC, EOS, XTZ, XLM, LINK, DASH, ATOM, ZEC, REP, ZRX, DAI, KNC, OXT, BAT, a USDC s eurem, americkým dolarem a britskými librami ve 31 zemích světa a uskladnění bitcoinu nabízí v 190 zemích po celém světě.

## Historie
Směnárna Coinbase byla založena v červnu roku 2012 Brianem Armstrongem a Fredem Ehrsamem. Tým se tehdy zapsal do startupového inkubátoru Y Combinator. Již v říjnu stejného roku společnost spustila služby nákup a prodej bitcoinů prostřednictvím bankovních převodů. V květnu roku 2013 firma získala investici ve výši 5 miliónů amerických dolarů od firmy Union Square Ventures vedenou Fredem Wilsonem a v prosinci pak 25 miliónů amerických dolarů od firem Andereessen Horowitz, Union Aquare Ventures a Ribbit Capital.
V roce 2014 již měla společnost jeden milión uživatelů a získala službu Blockr a Kippts a spustila trezorový systém pro bezpečné uložení bitcoinu. Během roku 2014 společnost uzavřela partnerství se společností Overstock, Dell, Expedia, Dish Network a Time Inc., kterým umožnila přijímat bitcoinové platby. To samé udělala také pro firmy Stripe, Braintree a Paypal.
V lednu 2015 firma obdržela další investice ve výši 75 milionů amerických dolarů, kterou uskutečnil Draper Fisher Jurvetson, burza cenných papírů New Yorku Stock Exchange, USAA a několik bank. Později v lednu spustila bitcoinovou burzu pro profesionální obchodníky zvanou Coinbase Exchange se zázemím v USA. V květu 2016 firma burzu Coinbase Exchange přejmenovala na Global Digital Asset Exchange (GDAY) a začala nabízet profesionálům ether, token kryptoměny Ethereum. V červenci téhož roku ho nabídla také obyčejným zákazníkům.
V lednu a v březnu roku 2017 získala společnost Coinbase společnost BitLicense a licencovala obchodování s kryptoměnami Ethereum a Litecoin u Newyorského ministerstva finančních služeb (DFS). V listopadu pak americký daňový úřad (US Internal Revenue Service) nakázal firmě, aby ohlásila každého uživatele, který za rok uskuteční transakce za alespoň 20 000 amerických dolarů. O půl roku později, 23. února 2018, informovala Coinbase přibližně 13 000 uživatelů, kteří splnili tuto podmínky, že do 21 dní poskytne americkému daňovému úřadu jejich identifikační číslo, jméno, datum narození, adresu a historické záznamy o transakcích od roku 2013 do roku 2015.
Tentýž rok 5. dubna Coinbase oznámila vytvoření fondu Coinbase Ventures, které se zaměří na investice do společností zaměřených na blockchain a kryptoměny. Dne 16. května 2018 společnost Coinbase Ventures oznámila svou první investici do společnosti Computerized Labs, což je startup vytvářející pro Ethereum chytré kontrakty podobné těm na finančních trzích.
Platformu v červnu 2023 zažalovala americká Komise pro cenné papíry a burzy. Společnost viní z porušení zákona o cenných papírech.

## Charakteristika
Coinbase slouží k nákupu a prodeji kryptoměn za americké dolary, eura a britské libry. Nákup na Coinbase probíhá velmi jednoduše. Stačí, aby se klient zaregistroval, ověřil účet emailem, zadal číslo mobilního telefonu pro zasílání sms pro ověření při přihlašování a následně ověřil svou identitu jednoduchým vyfocením svého občanského průkazu webkamerou nebo chytrým telefonem. Poté už může vložit na svůj účet s pomocí platební karty nebo bankovního převodu finance. Vklad platební kartou je okamžitý, ale je zpoplatněn 4% poplatkem z vkladu, kdežto vklad bankovním převodem je zdarma, trvá však 2 – 5 dní. Nově od 2019 je možnost nakoupit také přes Paypal. Jakmile jsou peníze na Coinbase, klient může nakupovat kryptoměny. Tento nákup je zatížen jen velmi nízkým spreadem (přibližně 1 %). Coinbase neumožňuje limitní příkazy (automatický nákup za předem definovanou cenu), ale pouze opakující se nákupy.

## Peněženky u Coinbase
Na každém účtu má klient přístup hned k několika elektronickým peněženkám (BTC, ETH nebo LTC).
Každá z peněženek umožňuje snadno, rychle a poměrně bezpečně ukládat, odesílat a přijímat různé kryptoměny. Na tyto peněženky může klient posílat kryptoměny z jiné peněženky, směnárny nebo třeba bitcoinového automatu. Takto získané kryptoměny si ve směnárně Coinbase může držet, poslat je někomu dalšímu nebo je směnit za klasické měny či kryptoměny.
Ač je takové držení kryptoměn v peněženkách ve směnárnách praktické, není z bezpečnostních důvodů doporučováno.